# Laia Marull
Laia Marull Quintana (Barcellona, 4 gennaio 1973) è un'attrice spagnola, vincitrice di tre Premi Goya.

## Biografia
Nata a Barcellona, Laia Marull studiò teatro e debuttò in televisione nel 1994, recitando per quattro stagioni nella serie televisiva catalana Estació d'enllaç, trasmessa da TV3. Due anni dopo esordì al cinema nel film Razones sentimentales. Nel 2001 vinse il Premio Goya per la migliore attrice rivelazione grazie al suo lavoro nel film Fugitivas. Tre anni più tardi, ottenne il Premio Goya per la migliore attrice protagonista per la sua interpretazione nella pellicola Ti do i miei occhi, ottenendo anche la Concha de Plata alla migliore attrice. Nel 2011 venne premiata con il suo terzo Goya, questa volta nella categoria migliore attrice non protagonista, per il film Pa negre.

## Filmografia

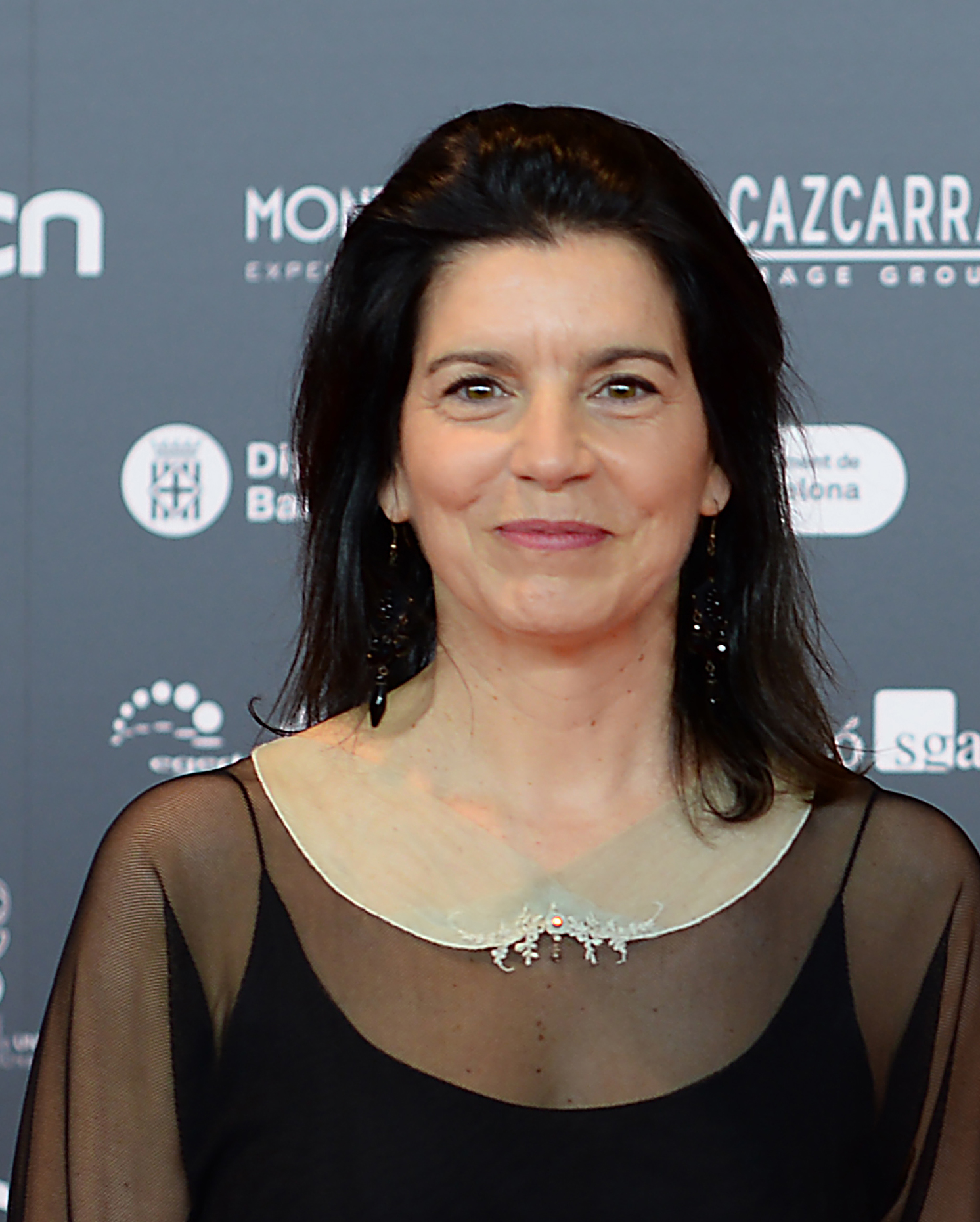
Laia Marull nel 2020

### Cinema
- Razones sentimentales, regia di Antonio A. Farré (1996)
- Asunto interno, regia di Carles Balagué (1996)
- Mensaka, regia di Salvador García Ruiz (1998)
- Lisboa, regia di Antonio Hernández (1999)
- La sombra de Caín, regia di Paco Lucio (1999)
- Pleure pas Germaine, regia di Alain de Halleux (2000)
- Café Olé, regia di Richard Roy (2000)
- Fugitivas, regia di Miguel Hermoso (2000)
- El viaje de Arián, regia di Eduard Bosch (2000)
- Ti do i miei occhi (Te doy mis ojos), regia di Icíar Bollaín (2003)
- Las voces de la noche, regia di Salvador García Ruiz (2004)
- Oculto, regia di Antonio Hernández (2005)
- El Greco, regia di Yannis Smaragdis (2007)
- Pa negre, regia di Agustí Villaronga (2010)
- La herencia Valdemar, regia di José Luis Alemán (2010)
- La herencia Valdemar II: La sombra prohibida, regia di José Luis Alemán (2011)
- Las olas, regia di Alberto Morais (2011)
- Due uomini, quattro donne e una mucca depressa, regia di Anna Di Francisca (2015)
- Quatretondeta, regia di Pol Rodríguez (2016)
- La madre, regia di Alberto Morais (2016)
- Brava, regia di Roser Aguilar (2017)
- La inocencia, regia di Lucía Alemany (2019)

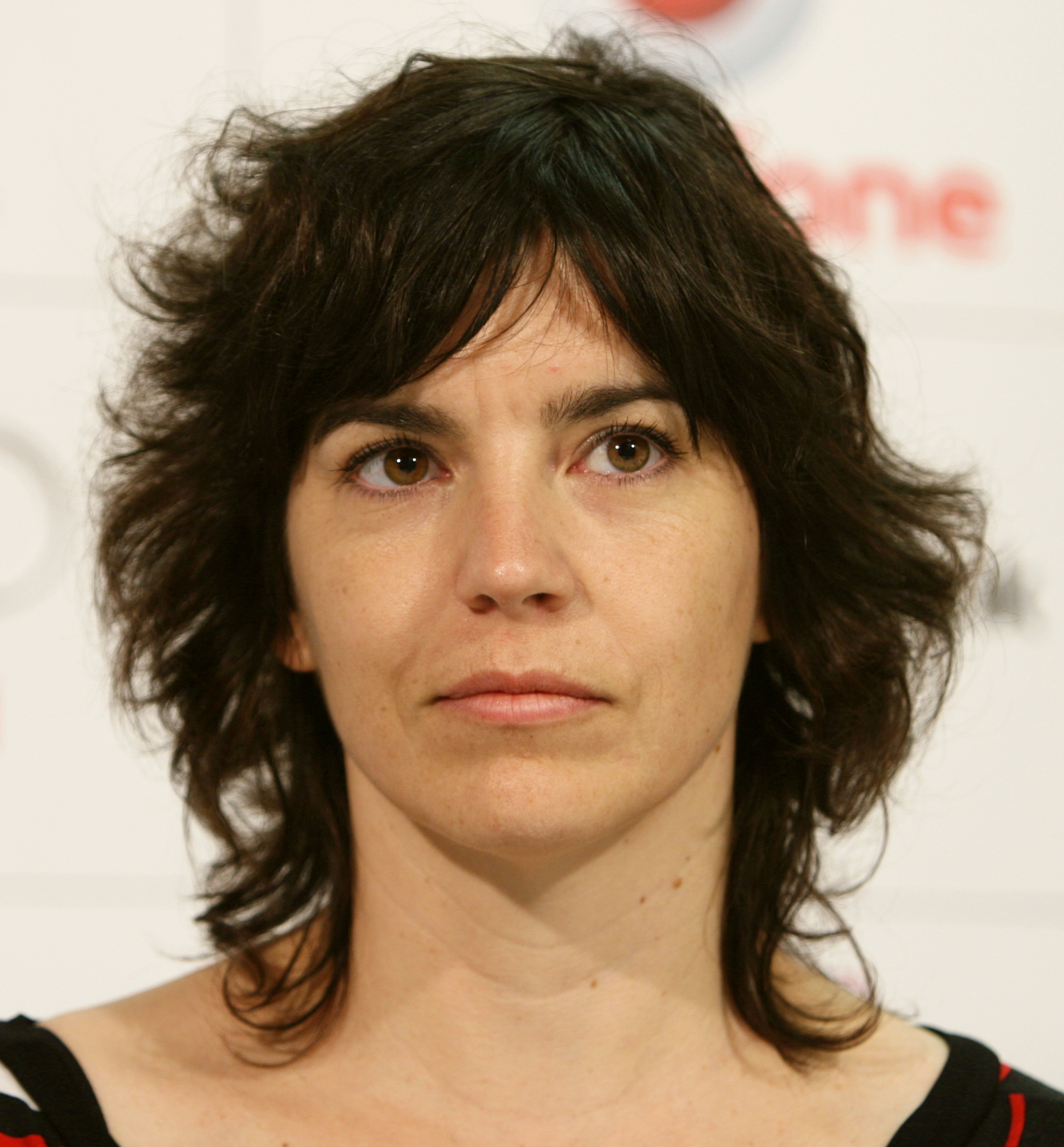
Laia Marull nel 2008

### Televisione
- Estació d'enllaç - serie TV, 114 episodi (1994-1998)
- Nova ficció - serie TV, 1 episodio (1997)
- Primera jugada - film TV (1997)
- Pirata - film TV (1997)
- Ermessenda - miniserie TV, 2 episodi (2011)
- Los nuestros - serie TV, 3 episodi (2015)
- La Xirgu - film TV (2015)
- Carlos, Rey Emperador - serie TV, 7 episodi (2015-2016)
- La 2 es teatro - serie TV, 1 episodio (2021)
- La Mesías - serie TV, 1 episodio (2023)

## Riconoscimenti
- Premio Goya
  - 2001 – Vincitrice come migliore attrice rivelazione per Fugitivas
  - 2004 – Vincitrice come migliore attrice protagonista per Ti do i miei occhi
  - 2011 – Vincitrice come migliore attrice non protagonista per Pa negre

- Festival internazionale del cinema di San Sebastián
  - 2003 – Vincitrice della Concha de Plata alla migliore attrice per Ti do i miei occhi

- Premi Sant Jordi
  - 2009 – Vincitrice come migliore attrice spagnola per Ti do i miei occhi

- Fotogrammi d'argento
  - 2004 – Vincitrice come miglior attrice cinematografica per Ti do i miei occhi